# Friedrich Wilhelm Schadow
Friedrich Wilhelm Schadow (7. září 1789 – 19. března 1862) byl německý romantický malíř. Byl druhorozeným synem sochaře Johanna Gottfrieda Schadowa, u něhož získal základy výtvarného řemesla. Stal se malířem a jeho učitelem malby byl Friedrich Georg Weitsch.
Roku 1810 odcestoval se starším bratrem Rudolphem do Říma, kde se připojil k nazarénskému hnutí a podobně jako jiní nazaréni v čele s Friedrichem Overbeckem konvertoval od luteránství ke katolicismu.
Roku 1826 se po návratu z Itálie stal ředitelem düsseldorfské umělecké akademie, již orientoval směrem ke spirituálnímu umění. Jím založená düsseldorfská malířská škola získala světové uznání.

### Externí odkazy

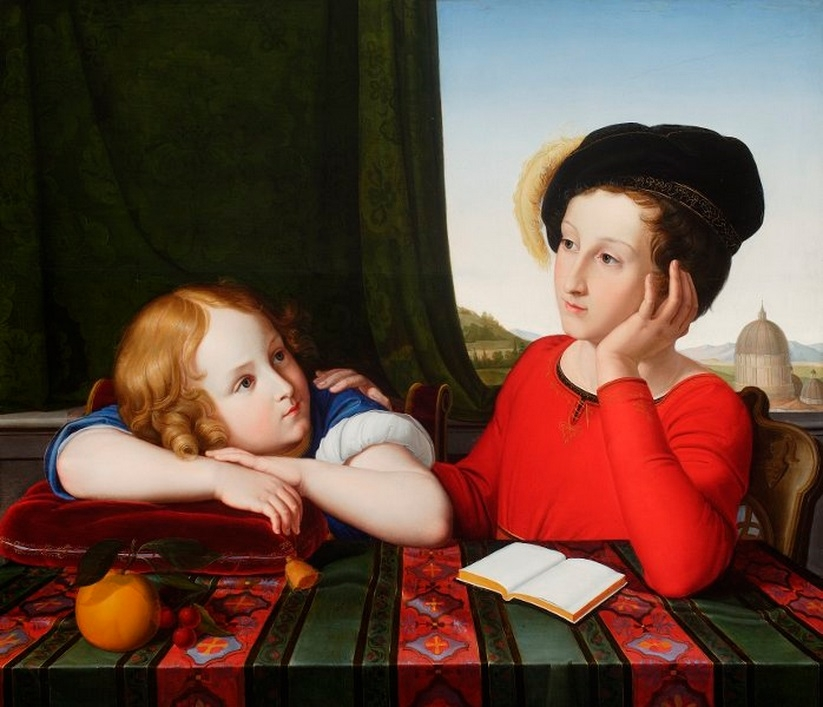
Friedrich Wilhelm Schadow: Dětský portrét Wieńczysława a Konstantyho Potockich (1820), Národní muzeum Varšava